# Rififi à Berlin
Pour les articles homonymes, voir Rififi.
Pour plus de détails, voir Fiche technique et Distribution.
Rififi à Berlin (Bumerang) est un film policier ouest-allemand réalisé par Alfred Weidenmann et sorti en 1960.
Il est adapté du roman Bumerang d'Igor Sentjurc paru en 1960.

## Synopsis
Berlin-Ouest, fin des années 1950. Trois jeunes hommes, les Berlinois Robert et Willy et le Hambourgeois Georg, se rencontrent dans une ville qui, à cette époque, n'est pas encore divisée. Robert et Willy sont au chômage, tandis que Georg a une famille à nourrir et améliore sa maigre vie par de la délinquance. Tous trois rêvent d'une rupture décisive qui leur apporterait la fortune, la liberté, et l'indépendance. C'est ainsi qu'un jour, Robert propose de cambrioler un coffre-fort. Lorsqu'une ancienne amie de Robert, Else, se présente, le plan est remis en cause. La jeune femme n'est pas du genre à se priver et vit désormais avec Willy, mais elle reste tout de même intéressée par Robert. Mais celui-ci lui fait comprendre qu'elle fait partie du passé pour lui. Willy n'accorde pas vraiment de crédit aux affirmations de Robert et devient fou de jalousie. Il est même prêt à trahir leur rêve de fortune et donne anonymement un tuyau à la police.
Robert et Georg ne se doutent pas de la trahison de Willy et décident de mener leur plan à bien. Lorsqu'ils se retrouvent devant le coffre-fort, ils sont tout à coup entourés de policiers. Le commissaire Stern, qui dirige l'opération, reconnaît inopinément en Robert l'homme qui lui avait autrefois sauvé la vie pendant la Seconde Guerre mondiale. Il était depuis longtemps à sa recherche pour exprimer sa gratitude à son sauveur. Stern est d'autant plus bouleversé par les circonstances défavorables de ces retrouvailles. Mais à ce moment-là, Robert ne pense qu'à sa fuite. Un échange de coups de feu s'ensuit. En tentant de s'échapper, Robert est blessé par balle et tombe à terre. Il comprend alors qui est l'homme qui doit maintenant l'arrêter. Stern lui tend la main et demande à son sauveur d'autrefois de se rendre. Mais celui-ci s'empare du pistolet de Stern et s'enfuit pour finir sous la pluie de balles de la police qui l'attendait déjà.

## Fiche technique
Sauf indication contraire, les informations mentionnées dans cette section peuvent être confirmées par la base de données cinématographiques IMDb,  présente dans la section « Liens externes ».
- Titre original allemand : Bumerang[1]
- Titre français : Rififi à Berlin ou Opération coffre-fort ou Mort à l'aube[2]
- Réalisation : Alfred Weidenmann
- Scenario : Herbert Reinecker
- Photographie :	Kurt Hasse (de)
- Montage : Lilian Seng
- Musique : Hans-Martin Majewski
- Production : Ludwig Waldleitner
- Société de production : Roxy Film (Munich)
- Pays de production :  Allemagne de l'Ouest
- Langue originale : allemand
- Format : Noir et blanc - 1,37:1 - Son mono - 35 mm
- Durée : 92 min (1 h 32[1])
- Genre : Policier[2]
- Dates de sortie :
  - Allemagne de l'Ouest : 14 janvier 1960
  - France : 14 décembre 1960[2]

## Distribution
- Hardy Krüger: Robert Wegner
- Martin Held: Stern, l'inspecteur
- Mario Adorf: Georg Kugler
- Horst Frank: Willy Schneider
- Ingrid van Bergen: Else
- Peer Schmidt: Meyer, le gendarme
- Ernst Waldow: Bremer
- Cordula Trantow: Helga,
dite « Papillon »
- Lu Säuberlich: Mme Stern
- Wega Jahnke: Ulla, sa fille
- Marieluise Nagel: Mme Meyer
- Hans Hessling:
- Kurt Pratsch-Kaufmann:
- Manfred Meurer:
- Walter Tarrach:
- Werner Stock